# Резня в Бикаваце
Резня в Бикаваце (босн. Živa lomača na Bikavcu) — массовое убийство 60 босняков, осуществлённое боснийскими сербами 27 июня 1992 года в городе Вишеград, в восточной Боснии. Жертвы (женщины, дети и старики) были заперты сербами в доме в Бикаваце, а затем сожжены заживо.

## Расправа
Бикавац — район Вишеграда, расположенный в 10 минутах ходьбы от исторического центра города. Вечером 27 июня, за день до Видовдана, Милан Лукич, Митар Василевич и группа вооружённых людей прибыла к дому Турячанинов в Бикаваце. Они приказали всем жильцам этого и окрестных домов босняков покинуть их для перемещения под конвоем в Байину-Башту, расположенному к северо-востоку от Вишеграда. Однако босняки не заметили никакого транспорта, а вместо этого их отправили в дом Мехо Алича, находившийся поблизости. Там 60 человек, большинство из которых составляли женщины и дети, были сожжены заживо. Сербы заблокировали все выходы, кинули в помещение некие взрывные устройства, от взаимодействия которых с разлитым там бензином дом вспыхнул. Выбраться оттуда удалось лишь Зехре Турячанин, получившей ожоги и ранение осколком гранаты в ногу. Ей удалось выбраться через отверстие в 60 см шириной и, срывая горящую одежду, скрыться от Милана Лукича и его сообщников, ведших себя по её словам странно и, вероятно, находившихся под действием наркотиков.

## Приговор
20 июля 2009 года Милан Лукич был приговорён к пожизненному заключению за преступления, включавшие в себя сожжение людей живьём в Бикаваце и похожий эпизод, произошедший 14 июня 1992 года также в муниципалитете Вишеград, когда сербами были заживо сожжены 59 босняков, также в основном женщины и дети. Выносивший приговор председательствующий судья МТБЮ Патрик Робинсон отметил, что «в слишком длинной, печальной и несчастной истории жестокости человека к человеку, сожжения на Пионерской улице и в Бикаваце должны занимать заметное место».